# دسای ویلیامز
دسای ویلیامز (انگلیسی: Desai Williams؛ زادهٔ ۱۲ ژوئن ۱۹۵۹ – ۱۰ آوریل ۲۰۲۲) ورزشکار دو و میدانی اهل کانادا بود.